# Manuscritos de Dunhuang

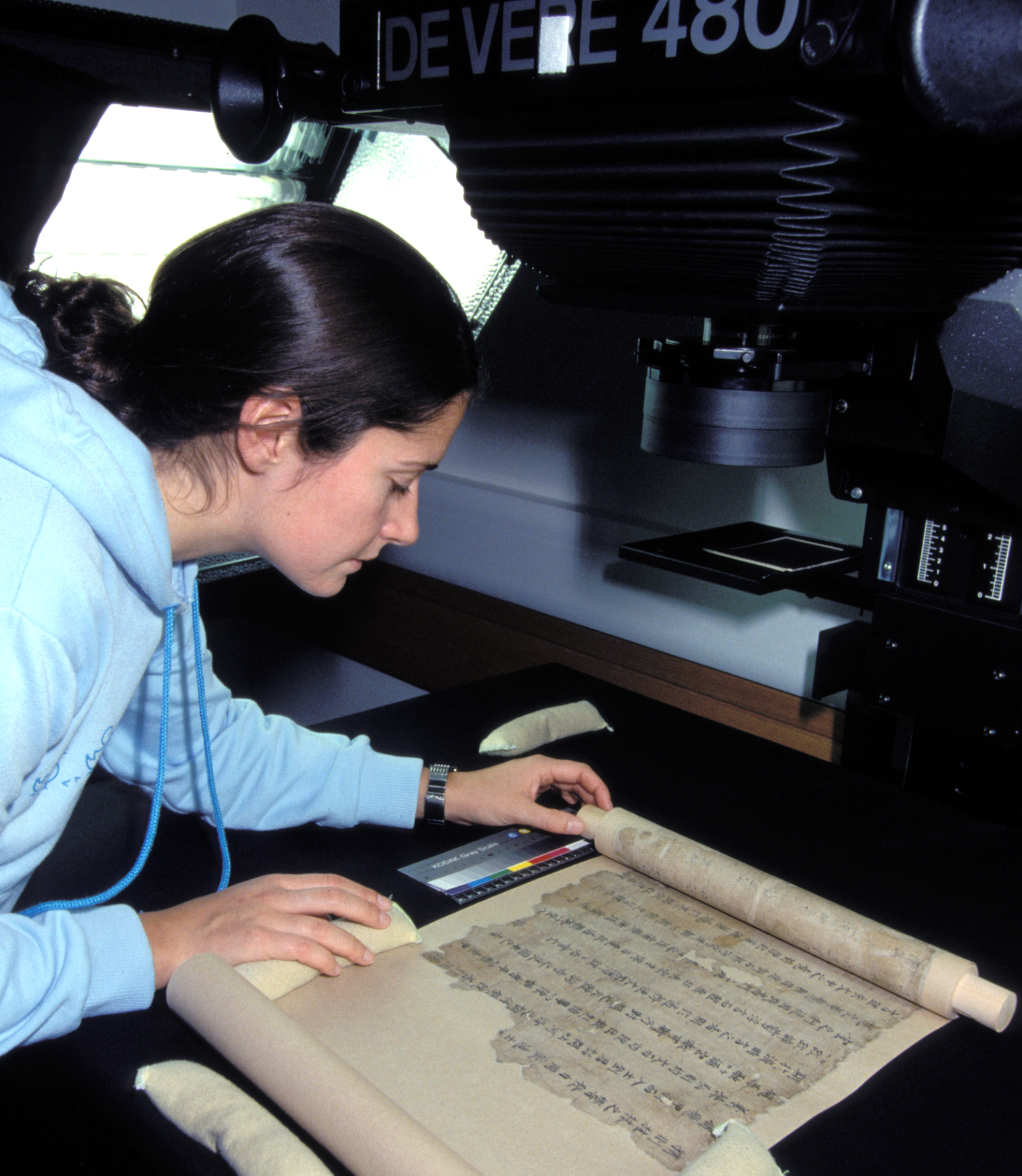
Digitalização de um manuscrito Dunhuang

Os manuscritos de Dunhuang referem-se a uma grande variedade de documentos religiosos e seculares (principalmente manuscritos, mas também incluindo alguns textos impressos em xilogravura) em chinês e outras línguas que foram descobertos nas Cavernas Mogao de Dunhuang, China, durante o século XX. A maioria dos textos sobreviventes vem de um grande esconderijo de documentos produzidos entre o final do século IV e o início do século XI, que foram selados na chamada 'Caverna da Biblioteca' (Caverna 17) em algum momento do início do século XI. A Caverna da Biblioteca foi descoberta por um monge taoísta chamado Wang Yuanlu em 1900, e muito do conteúdo da caverna foi posteriormente levado para a Inglaterra e a França por exploradores europeus como Aurel Stein e Paul Pelliot. Sabendo que os manuscritos de Dunhuang eram tesouros inestimáveis, Stein e Pelliot enganaram Wang e os compraram por muito pouco dinheiro. Eles levaram a maioria desses tesouros da China para a Europa.
Além da Caverna da Biblioteca, manuscritos e textos impressos também foram descobertos em várias outras cavernas do local. Notavelmente, Pelliot recuperou um grande número de documentos das cavernas 464 e 465 na seção norte das cavernas de Mogao. Esses documentos datam principalmente da dinastia Yuan (1271–1368), várias centenas de anos depois que a Caverna da Biblioteca foi selada e estão escritos em vários idiomas, incluindo chinês, tibetano, antigo uigur e tangut.
Os documentos de Dunhuang incluem obras que vão desde história e matemática até canções e danças folclóricas. Existem também muitos documentos religiosos, a maioria dos quais são budistas, mas outras religiões, incluindo o taoísmo, o cristianismo nestoriano, o judaísmo e o maniqueísmo também estão representadas. A maioria dos manuscritos está em chinês. Outras línguas representadas são khotanês, kuchiano, sânscrito, sogdiano, tangut, tibetano, antigo idioma uigur, prácrito, hebraico e turco antigo. Os manuscritos são um recurso importante para estudos acadêmicos em uma ampla variedade de campos, incluindo história, estudos religiosos, linguística e estudos de manuscritos.